# Union de la Russie et de la Biélorussie
 (mars 2013).
L'union de la Russie et de la Biélorussie (URB) (en russe : Союз России и Белоруссии (СРБ), Soiouz Rossi i Bieloroussi (SRB) ; en biélorusse : Саюзная дзяржава Расіі і Беларусі, Saiouznaïa dziarjava Rassi i Belaroussi) est une union supranationale de type confédérale et intergouvernementale qui est censée conduire à une progressive « fusion » entre la fédération de Russie et la république de Biélorussie (aussi appelée de Bélarus).
Elle fut créée par l'association de deux traités conclus entre Minsk et Moscou : le traité d'union entre la Biélorussie et la Russie signé le 2 avril 1997 et le traité sur la création de l'union de la Russie et de la Biélorussie signé le 8 décembre 1999.
Formée dans le cadre de la Communauté des États indépendants, de la Communauté économique eurasiatique et du Traité de la sécurité collective, l'Union vise à intégrer les deux pays au sein d'une fédération unique russo-biélorusse. En tant que confédération, l'Union ne siège pas à l'Organisation des Nations unies.
L'union politique ne progressant guère et les deux pays conservant leur souveraineté nationale, l'Union n'a pas encore abouti à la suite de divergences entre les positions russes et biélorusses. En effet, lors d'une réunion qui a rassemblé, à l'été 2009, les directeurs des établissements biélorusses exerçant leurs activités étrangères, Alexandre Loukachenko a déclaré que l'union de la Russie et de la Biélorussie était un « projet inachevé, mais pas un fiasco ni une utopie ».

## Différents noms de l'Union
Bien que son nom officiel soit union de la Russie et de la Biélorussie, l'Union possède énormément d'appellations se ressemblant :
- Union de la Russie et de la Biélorussie[1] (en russe : Союз России и Белоруссии, СРБ) ;
- Union de l'État fédéral de la Russie et de la Biélorussie[2] (en russe : Конфедеративное Союзое Государство России и Белорусии, ГСРБ) ;
- État uni de la Russie et de la Biélorussie[3] (en russe : Соединенное государство России и Белоруссии) ;
- État unifié de la Russie et de la Biélorussie[4] (en russe : Единое государство России и Белоруссии) ;
- État de l'Union[5] (en russe : Союзное государство) ;
- État uni (en russe : Oбъединенное государство)[réf. nécessaire].

## Les États participant aux activités de l'Union
Les États membres de l'Union

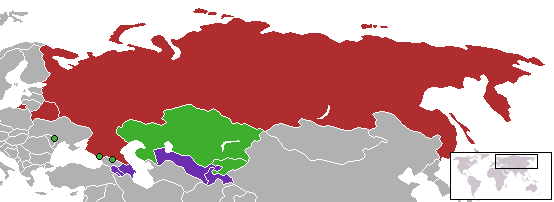
En rouge, les pays membres de l'union, en vert les pays intéressés par l'union et en violet, les autres pays membres de la CEI.

- Russie (1999), État membre fondateur.
- Biélorussie (1999), État membre fondateur.

Les États observateurs (reconnus ou de facto) au sein de l'Union
- République fédérale de Yougoslavie[6] (1999-2003) :
  - Serbie-et-Monténégro (2003-2006) ;
  - Serbie (2006).
- Abkhazie (2008) (État non reconnu internationalement)[7],[8] ;
- Ossétie du Sud (2008) (État non reconnu internationalement)[7],[8],[9].

## Liberté de circulation et de résidence pour les citoyens biélorusses et russes
Dans le cadre de l'Union de la Russie et de la Biélorussie, les citoyens de chacune des deux parties bénéficient de la liberté de circulation, d'installation et de résidence sur le territoire de l'autre partie.

## Histoire de l'Union
Dates importantes (chronologie)
- 2 avril 1996 : création de Communauté de la Russie et de la Biélorussie entre la fédération de Russie et la Biélorussie.
- 2 avril 1997 : signature du Traité d'Union entre la Biélorussie et la Russie, remplaçant la Communauté par l'Union de la Russie et de la Biélorussie.
- 25 décembre 1998 : accords d'approfondissement signés pour amplifier l'intégration politique, économique et sociale.
- 8 décembre 1999 : adoption du Traité sur la création de l'Union de la Russie et de la Biélorussie, qui a établi les institutions et cadre légal de l’État d'Union.
- 22 décembre 1999 : la Russie ratifie le Traité sur la création de l'Union ; la Yougoslavie, elle, rejoint l'Union en tant que membre observateur.
- 26 janvier 2000 : la Biélorussie ratifie le Traité sur la création de l'Union ; le Traité entre donc en vigueur.
- 2000-2005 : la « stagnation » de l'intégration russo-biélorusse.
- 2005-2007 : le « dégel » russo-biélorusse.
- 2007-2009 : la « relance » russo-biélorusse.
- Octobre 2008 : l'Abkhazie et l'Ossétie du Sud deviennent des membres observateurs de l’État d'Union.
- 2009 : mise en place d'une DCA[Quoi ?] commune entre la Biélorussie et la Russie.
- 1er juillet 2010 : mise en place de l'union douanière entre la Russie et la Biélorussie.
- 2012 : adhésion du Kazakhstan à l'union douanière russo-biélorusse (Union douanière de l'Union eurasiatique, puis Union économique eurasiatique).

### Contexte, origines et naissance de l'Union (1989-1997)

#### Fin de l'URSS (1989-1991) et Communauté des États indépendants (1991-1995)

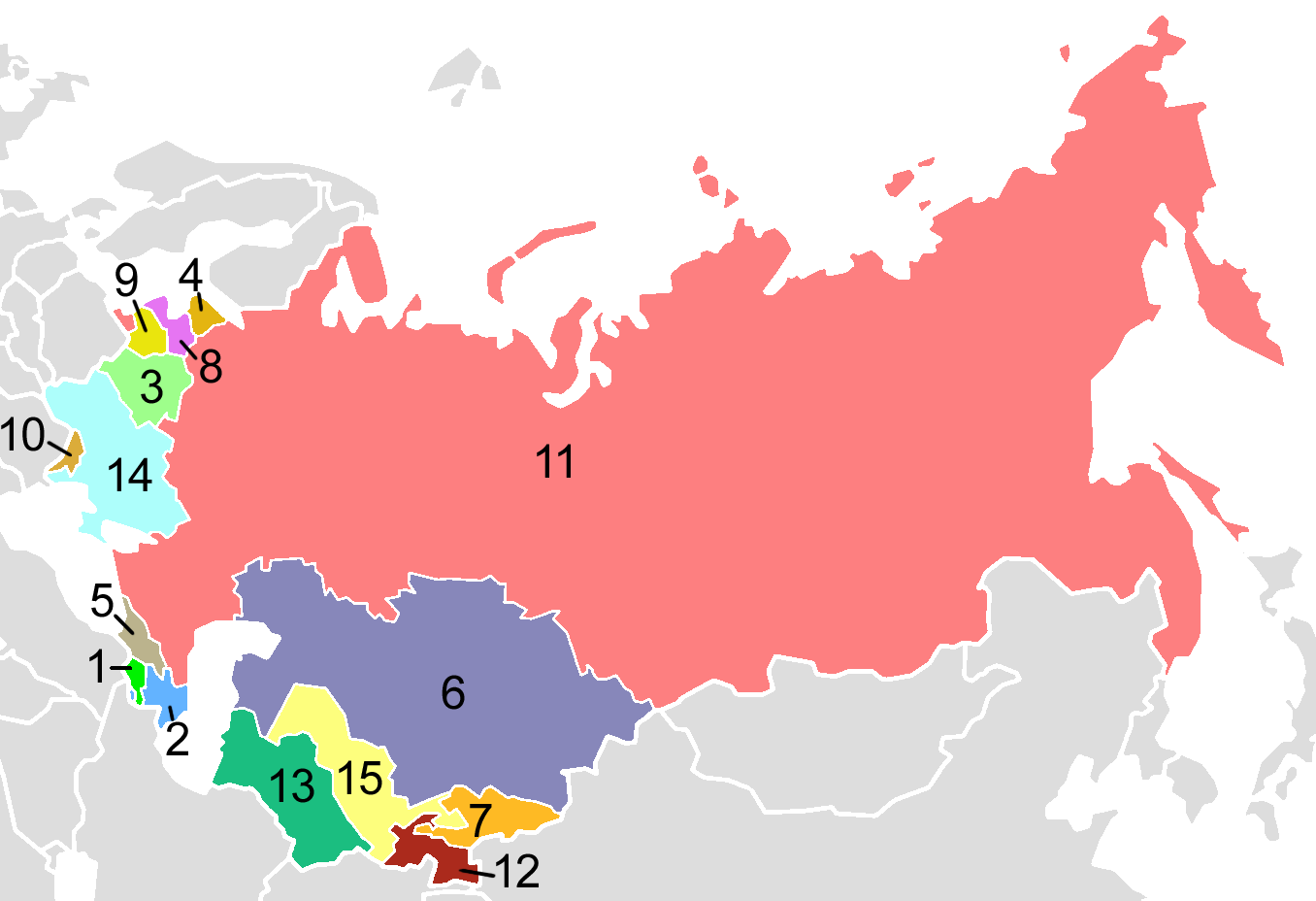
Les 15 républiques fédérées soviétiques.

En juin 1990, Eltsine, président du Soviet suprême de la RSFS de Russie déclara la souveraineté de la Russie. En août 1991, le Putsch de Moscou, mené par des membres conservateurs du gouvernement communiste, opposés aux réformes démocratiques de Gorbatchev (Glasnost et Perestroïka), montra à quel point le pouvoir central soviétique s'était fragilisée. Le complot échoua en grande partie grâce à l'intervention de Eltsine et des réformistes qui ont ainsi renforcé leur poids dans la lutte de pouvoirs au sein du Kremlin.
Au cours de l'automne 1991 les républiques constituantes de l'URSS proclamaient, l'une après l'autre, leur indépendance sans que le président soviétique Gorbatchev n'ait la possibilité de s'y opposer par la force. En novembre 1991, Eltsine publia un décret qui interdisait les activités du Parti communiste de l'Union soviétique sur le territoire de la fédération de Russie. Le 25 décembre 1991, Gorbatchev démissionne de son poste de président de l'URSS, après qu'Eltsine a proclamé d'autorité, lors d'une séance au parlement, la dissolution de l'Union soviétique et l'indépendance de facto de la Russie qu'il dirige désormais.

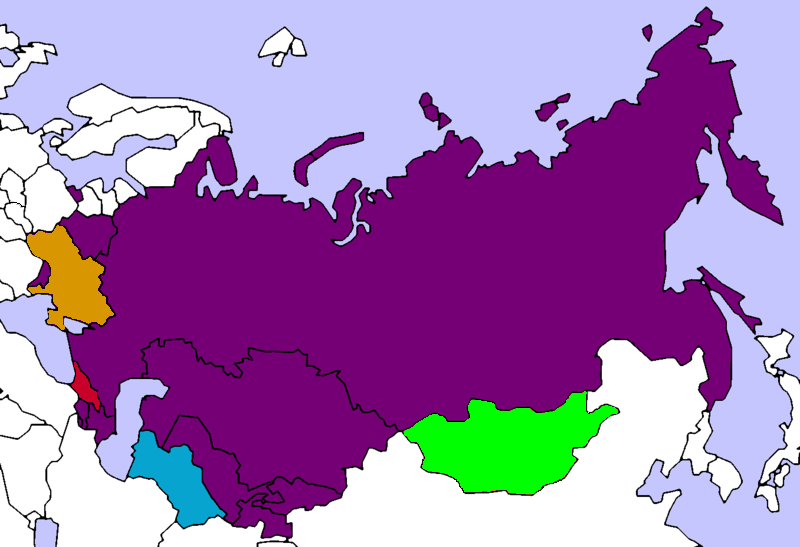
La Communauté des États indépendants.

La Communauté des États indépendants (CEI), une collectivité intergouvernementale de coopération, est créée le 8 décembre 1991 par le Traité de Minsk conclu entre Eltsine (président de RSFS de Russie), Kravtchouk (président de l'Ukraine) et Chouchkievitch (président du Parlement de la Biélorussie) lors de leur réunion à la résidence de Viskouly où ils publièrent aussi au même moment une déclaration selon laquelle l'Union soviétique était dissoute. L'accord constitutif de la CEI était supposé faciliter l'accès à l'indépendance des républiques soviétiques et développer la coopération multilatérale.
Le 16 décembre 1991, le Kazakhstan devient indépendant. Le 21 décembre 1991, lors du sommet de Alma-Ata, la CEI est élargie à l'Arménie, à l'Azerbaïdjan, au Kazakhstan, au Kirghizistan, à la Moldavie au Turkménistan, au Tadjikistan et à l'Ouzbékistan alors que l'Ukraine, la Russie et la Biélorussie, eux, reçoivent le statut de membre fondateur de la Communauté. De plus, le Traité d'Alma-Ata, conclu lors de ce sommet et confirmant le Traité de Minsk, stipule la création de deux organes exécutifs de la CEI. Le 21 décembre 1991, lors du sommet d'Alma-Ata, un accord est également conclu entre les quatre puissances nucléaires de la CEI (la Russie, l'Ukraine, la Biélorussie et le Kazakhstan) sur l'instauration d'un commandement unique des forces nucléaires stratégiques. À cette occasion, un commandement militaire unifié fut également instauré.
Le 24 décembre 1991, la Russie est reconnue par les Occidentaux comme État continuateur de l'Union soviétique et lui succède au Conseil de sécurité des Nations unies. Le 25 décembre 1991, Gorbatchev (qui était encore président, mais sans pays, son pouvoir ne signifiait plus rien) démissionne de son poste de président de l'Union soviétique (après qu'Eltsine a proclamé d'autorité, lors d'une séance au parlement, la dissolution de l'Union soviétique et l'indépendance de facto de la Russie qu'il dirige désormais) et, donc, de son poste de directeur du Parti communiste, puis transmet à Eltsine, président de la Russie, le contrôle de l'armement nucléaire. Le 26 décembre 1991, le Soviet suprême se réunit et dissout formellement l'Union soviétique.
Face à la difficulté économique due à l'éclatement de l'Union soviétique (1991) et aux immobilismes de la CEI (1994), certains pays issus de l'ex-URSS avaient émis des initiatives pour créer des unions plus poussées et plus dynamiques au sein de l'espace post-soviétique. Une partie des républiques de la CEI, conduite par notamment la Russie, le Kazakhstan, la Biélorussie, l'Ukraine et le Kirghizstan ont donc plaidé pour un niveau de rapprochement plus important que celui atteint au sein de la CEI. En effet, une proposition faite en 1994 par le président kazakh Nazarbayev envisageait la création d'une union eurasiatique mais cette proposition ne fut jamais adoptée.

#### Traité de libre-échange russo-biélorusse (1995)
Dans ce contexte, la Biélorussie, plus dépendante politiquement et économiquement que les autres ex-républiques soviétiques envers la Russie, cherche une alliance plus poussée sur le plan économique, politique et social avec elle. Ainsi, sous la pression de ses propres opposants politiques qui défendaient la réunion des deux États, le président biélorusse Loukachenko voulait lier l'économie vacillante de son pays à celle de la Russie. Parallèlement, lassés de la crise et du déclin de leur propre pays sur la scène internationale, de nombreux Russes se disent favorables à la création d'un État unique entre la Russie et la Biélorussie, toutes deux slaves et de religion orthodoxe.
Ainsi, après une zone de libre-échange de la Communauté des États indépendants (CEI) créée en 1992, une union douanière fut mise en place entre la Biélorussie et la Russie pour faciliter leurs échanges, en janvier 1995,. Réservée originellement à la Russie et à la Biélorussie, le Kazakhstan (1995) et le Kirghizistan (1996) adhéreront à l’union douanière par la suite. Ces processus d'intégration régionale seront les bases du processus d'« unification russo-biélorusse »,.
Traité d'amitié et de coopération russo-biélorusse et référendum en Biélorussie (1995)
Document: Traité d'amitié et de coopération entre la Russie et la Biélorussie.
En 1995, avec ce traité, les parties contractantes coopéreront étroitement afin de maintenir la paix, la stabilité, la sécurité régionale et mondiale. Les parties contractantes mettront en place des relations d'amitié, de bon voisinage et de coopération, guidées par les principes du respect mutuel de la souveraineté de l'État et l'intégrité territoriale, l'inviolabilité des frontières, le règlement pacifique des différends et le recours à la force ou la menace de la force, l'égalité et la non-ingérence dans les affaires intérieures, le respect des droits de l'homme et des libertés fondamentales ainsi que d'autres principes et normes universellement reconnus du droit international.
En mai 1995, peu de temps après la signature du traité d'amitié et de coopération entre les deux pays, la Biélorussie a entrepris un référendum afin de renforcer davantage le lien l'unissant à la Russie. Ce référendum va être l'un des éléments déclencheur de la création des traités créés entre 1996 et 2000.

### Naissance de l'Union de la Russie et de la Biélorussie (1996-2000)

#### Communauté de la Russie et de la Biélorussie (1996-1997)
Le 2 avril 1996, un accord fut signé par Loukachenko et Eltsine afin de créer la Communauté de la Russie et de la Biélorussie. Les parties ont alors convenu de créer une communauté politique et économique entre la Russie et la Biélorussie pour harmoniser les questions politiques et économiques entre les deux pays ainsi que mettre les ressources et la capacité intellectuelle des deux États au service l'un de l'autre afin de garantir le redressement économique : « La création de conditions égales pour améliorer la vie des peuples et leur développement spirituel ».
Le traité a eu également, pour autre effet, la création du Conseil suprême et du Comité exécutif.

#### Traité d'Union entre la Biélorussie et la Russie (1997)
Le 2 avril 1997, à Moscou, Loukachenko et Eltsine signèrent un traité remplaçant la Communauté par l'Union de la Russie et de la Biélorussie. Ce traité permet à Loukachenko et Eltsine d'envisager une union politique et économique entre la Russie et la Biélorussie. Ainsi, à l'occasion de ce traité, la Russie et la Biélorussie s'engagent alors dans un processus d'union de type confédéral qui dépasserait les objectifs d'une simple union douanière et monétaire. Par exemple, le traité instaure, désormais, des tarifs préférentiels pour le commerce bilatéral, évitant à la Biélorussie une pénurie en hydrocarbures.
Les objectifs de l’État d'Union sont les suivants :
1. Renforcer les relations de fraternité, d'amitié et de coopération entre les États signataires et de s'accorder en matière politique, économique, sociale, militaire, scientifique, culturelle et autres ;
2. Améliorer le niveau de vie des populations et créer un environnement favorable pour le plein développement harmonieux de la personnalité ;
3. Aider au développement économique et social des États signataires de l'Union sur la base de leurs capacités physiques et intellectuelles, de l'utilisation des mécanismes du marché de l'économie ;
4. La convergence des systèmes juridiques nationaux, le système juridique de l'Union ;
5. Assurer la sécurité et maintenir un haut niveau de défense, une lutte commune contre la criminalité ;
6. Promouvoir un pan-européanisme de sécurité et le développement de la coopération mutuellement avantageuse dans l'Europe et du monde.

#### Approfondissements de l'Union de la Russie et de la Biélorussie (1998)
Plusieurs nouveaux accords ont été signés le 25 décembre 1998, avec l'intention de fournir une plus grande intégration politique, économique et sociale en attendant les accords qui étaient prévus au milieu de l'année 1999, et qui arrivèrent finalement en décembre. Ils ont aussi permis un renforcement de l'intégration dans les domaines géostratégique, économique, humanitaire et militaires.

#### Traité sur la création de l'Union de la Russie et de la Biélorussie (1999)

Pays slaves en Europe.

En 1999, avec la décision de l'OTAN d'intervenir militairement au Kosovo, les relations russo-américaines connaissent encore une période de froideur. En réponse à cette attaque, le Traité sur la création de l'Union de la Biélorussie et la Russie a été signé par la Russie et la Biélorussie le 8 décembre 1999. Il a été ratifié par la Douma russe le 22 décembre 1999 et l'Assemblée nationale de la Biélorussie le 26 janvier 2000, date à laquelle le Traité sur la création de l'Union est officiellement entré en vigueur. À cette occasion, Borodin a été désigné comme secrétaire d'État de l'Union par le Conseil suprême pour un mandat de 4 ans (renouvelé en 2004 et 2008).
Renforçant le Traité de 1997, le Traité visait à un rapprochement entre les deux pays pour éventuellement aboutir à une « confédération russo-biélorusse » (ou Union de la Russie et de la Biélorussie), puis, à terme, une fédération russo-biélorusse. En effet, l'intention était de former une fédération avec un seul président, un parlement unique, une armée commune, une citoyenneté unique, un drapeau, un blason et un hymne communs et une monnaie commune.

##### Relations avec la Yougoslavie, puis la Serbie (depuis 1999)
Certains espèrent même voir à travers cette « union » la possibilité de la réalisation d'une véritable unification panslave car cette union visait également la Yougoslavie, qui était intéressée par une adhésion à l'Union. Dans un contexte de tension avec l'Occident, la Russie, la Biélorussie et la Yougoslavie ont le désir de lutter contre ce qu'ils appellent « l'expansionnisme de l'OTAN à l'Est » (notamment la Guerre du Kosovo). Ainsi, cette menace va donc accélérer la mise en place d'une union concrète entre la Russie et la Biélorussie que la Yougoslavie pourrait rejoindre plus tard.
Dès avril 1999, le Parlement de la Yougoslavie avait voté en faveur de l'adhésion de leur pays à l'Union. Avec la volonté de Belgrade d'entrer dans l'Union, on prévoyait même de la nommer « Union Russie-Biélorussie-République fédérale de Yougoslavie ». Depuis lors, la Yougoslavie (jusqu'en 2003), puis la Serbie-et-Monténégro (2003-2006) et la Serbie (depuis 2006), disposent d'un statut d'observateur au sein de l'Union.
En 2007, malgré le fait que Nikolić (alors leader adjoint de l'opposition, Parti radical serbe) ait dit lors de son discours qu'il souhaitait que la Serbie renforce ses liens avec l’État d'Union et, éventuellement, y adhère, la Serbie y a fortement diminué sa participation. D'ailleurs, en décembre 2008, la Serbie avait déclaré vouloir porter sa candidature à l'Union européenne, ce qui indique que la Serbie n'adhérera peut-être pas totalement à l’État d'Union, mais elle conservera néanmoins son statut d'observateur au son sein. Quoi qu'il en soit, cette candidature à l'UE n'aboutira pas prochainement à la suite du refus serbe de progresser en raison de la question kosovare.

##### Relations avec l'Ukraine (depuis 1999)
Entre la fin de 1999 et le début de l'an 2000, en Ukraine, le candidat national-bolchévique à l'élection présidentielle avait sans succès défendu la création d'un espace économique commun et d'une défense unifiée. Ensuite, avec la Révolution orange en 2004, les relations entre la Russie et l'Ukraine se sont énormément dégradées, en particulier sur des différends sur le gaz (en 2005-2006, 2007 et 2008-2009).
Néanmoins, en mars 2009, environ 2 500 manifestants se sont rassemblés devant le Conseil suprême de Crimée pour réclamer le rapprochement de l'Ukraine, voire son adhésion à l’État d'Union ainsi que le départ du président, du Premier ministre et du gouvernement ukrainiens. En février 2010, le candidat pro-russe Viktor Ianoukovitch emporte de nouveaux les élections, ce qui laisse une possibilité de rapprochement entre la Russie et l’État d'Union, d'une part, et l'Ukraine, d'autre part. Ainsi, le 30 mars 2010, le président ukrainien a annoncé que l'Ukraine pourrait intégrer l’État d'Union.
Cependant, il déclare l'opposé quelques jours après, « Avons-nous le droit de participer à la discussion sur ce thème ? Pour moi, le président, la réponse est négative. Pour tous ceux qui sont investis du pouvoir, c'est non. Et ceci est un refus catégorique. […] Il existe une vérité indiscutable — l'Ukraine est un État souverain et indépendant. Ceci est stipulé dans la Loi fondamentale de notre pays. Il y en a une autre - l'Ukraine est en train de s'intégrer activement à l'Union européenne. Ce cap stratégique a été formulé notamment lors de mes nombreuses interventions en tant que président de l'Ukraine. Je voudrais que tout le monde se le rappelle ».
Depuis 2014, avec la Révolution ukrainienne de 2014, la crise de Crimée et la Guerre du Donbass les relations entre l’Ukraine et la Russie sont tendues et les projets de rapprochement sont en sommeil.
L'invasion russe dite "opération spéciale"  commencée en février 2022 et la guerre qui a suivi ont définitivement  mis fin à tout projet de rapprochement.
Problèmes au sein de l'Union : la « stagnation » (2001-2007)
Malgré le dynamisme dont firent preuve la Russie et la Biélorussie au début de la création de l'union entre les deux pays, l'Union de la Russie et de la Biélorussie entra, par la suite, dans une phase de stagnation dès l'an 2000. Les accords furent donc peu nombreux. De plus, les désaccords se multiplièrent à propos :
- de l'union douanière entre les deux pays qui cessa en 2001 ;
- de la monnaie commune (rouble russe) qui n'est toujours pas mise en place ;
- des prix du gaz ;
- de l'Öltransit.

Les relations russo-biélorusses étaient, d'ailleurs, décrites par beaucoup d'observateurs comme étant au point mort. D'ailleurs, cette union commençait à ne plus autant intéresser qu'avant. 28 % des Russes trouvaient, d'ailleurs, l’État d'Union dans l'impasse.

#### Fin de l'union douanière (2001)
Après la création d'une première union douanière en 1995, l'amélioration de celle-ci était prévue dès la formation de l'Union de la Russie et de la Biélorussie. Mais, malgré l'enthousiasme initial, l'union douanière a pris fin de facto avec la reprise des contrôles aux frontières en 2001.

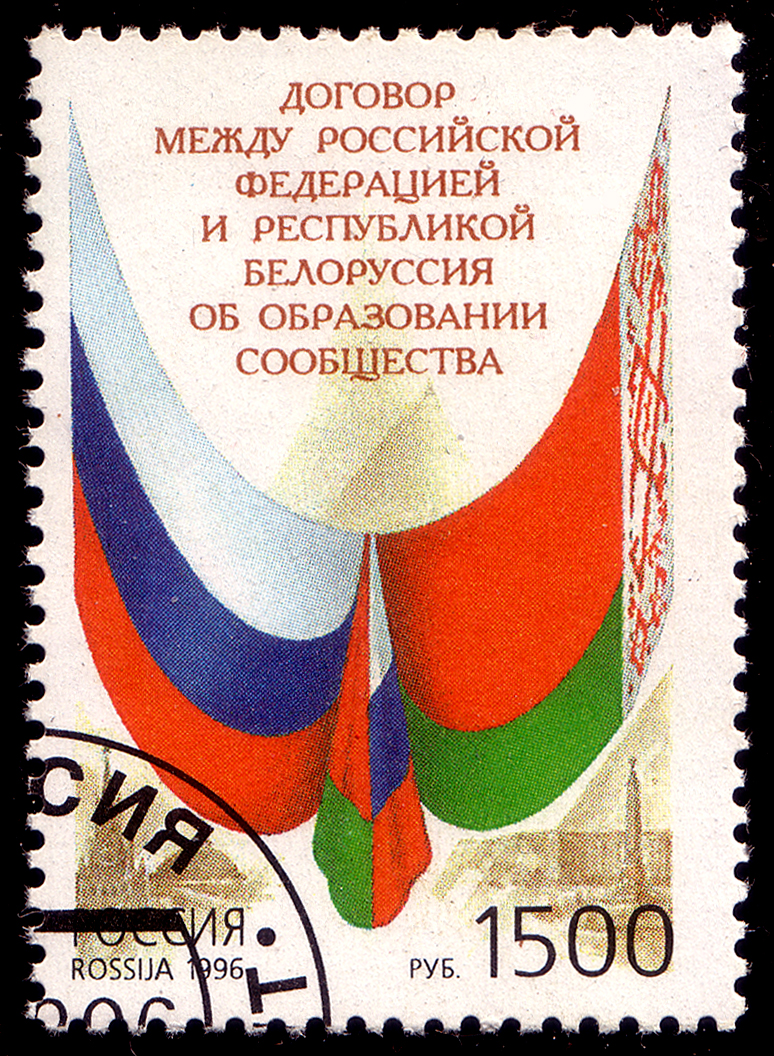
Timbre symbolisant l'Union.

#### Volonté de la Moldavie d'adhérer à l’État d'Union (2001-2005)
En 2001, le président communiste de la République de Moldavie, Vladimir Voronine, avait annoncé après son élection qu'il souhaitait que son pays rejoigne l’État d'Union,, La Transnistrie a, elle, montré, à maintes reprises, sa volonté d'intégrer la Russie. À l'instar de l'Ossétie du Sud et de l'Abkhazie, il s'agit d'un État non reconnu internationalement qui reste, lui aussi, fortement dépendant de la Russie.
Cependant, des obstacles surgirent : manifestations de rue hostiles de la majorité autochtone moldave, hostilité de l'Ukraine voisine, et absence de frontière commune avec la Russie ou la Biélorussie. Cette donne géographique et géopolitique entraîna, à partir de 2005, malgré la russophilie du gouvernement communiste de la Moldavie, un désintérêt pour l'adhésion à l’État d'Union en raison du manque de débouché économique. La Moldavie a, depuis, déclaré être intéressée par une adhésion à l'Union européenne.
Toutefois, pendant ce temps, la République moldave de Transnistrie, république russophone sécessionniste qui couvre 18 % du territoire moldave, mais la moitié de ses ressources énergétiques et industrielles, continue à vouloir adhérer à l’État d'Union, dans le cadre de sa volonté de rattachement à la Russie.

#### L'affaiblissement géopolitique de la Russie (2003-2005)
Entre 2003 et 2005, l'influence russe va être très affaiblie sur l'espace post-soviétique (« Révolutions de couleur » en Ukraine, en Géorgie et le Kirghizistan ; attitude pro-européenne de la Moldavie). Ces évènements vont modifier radicalement l'attitude de la Russie envers de la Biélorussie, jadis considérée comme un pays instable, en raison de la personnalité autoritaire du président Alexandre Loukachenko, ce qui avait pour effet de faire stagner le projet d'Union de la Russie et de la Biélorussie. À partir de ce moment-là, la Russie va décider de ne plus se préoccuper de cette union, craignant pour son espace d'influence.

#### Le piétinement des négociations sur la monnaie commune (2004-2008)

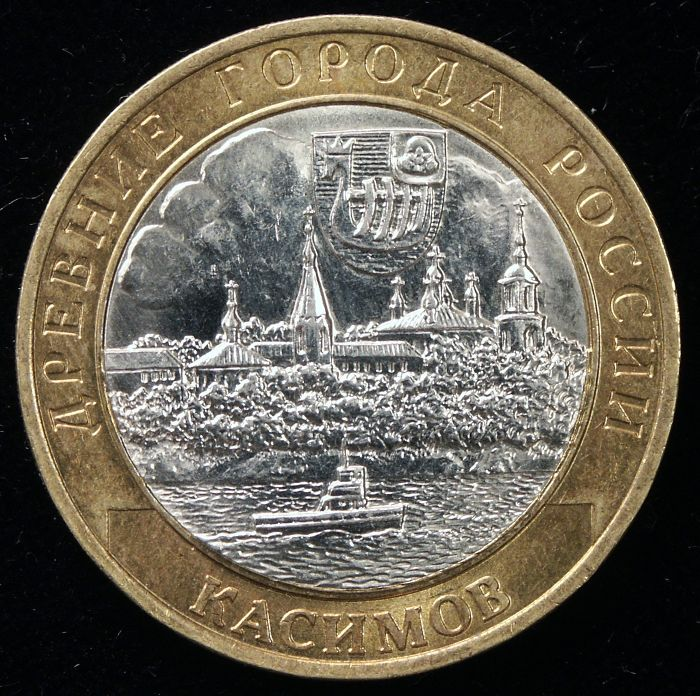
Pièce de 10 roubles russes.

Initialement, la monnaie commune devait être introduite le 1er janvier 2004, date qui a été repoussée à 2005, puis 2006. Le 2 février 2006, le président de la Banque nationale de la république biélorusse a annoncé que la monnaie commune pourrait être introduite en 2007. Cependant, la décision de la Banque nationale de Biélorussie de lier le rouble biélorusse au dollar américain à la place du rouble russe à partir du 1er janvier 2008 a remis en question durablement la mise en place d'une monnaie commune.
Cependant, d'après Poutine, l'union des monnaies russe et biélorusse sera possible dans un certain temps. Il semblerait y avoir, en effet, un avantage certain pour les deux pays. Et donc le projet d'unification monétaire n'est, à l'heure actuelle, pas du tout abandonné par les deux pays de l’État de l'Union.

#### Controverse au sujet de la TVA (2005)
La Biélorussie et la Russie avaient instauré une TVA commune, qui devait financer la confédération. Néanmoins, le 1er janvier 2005, la TVA est rassemblé dans le pays de destination, comme dans la plupart des autres pays indépendants du monde. Ce changement a provoqué un degré considérable de confusion et a perturbé beaucoup d'opérations commerciales entre la Biélorussie et la Russie. Sur ces faits, le 10 février 2005, des entrepreneurs privés en Biélorussie ont organisé une grève d'avertissement, la protestation contre le nouvel arrangement de TVA entre les deux pays ainsi que contre la politique économique de Loukachenko.

#### Stagnation mais pas totale (2006-2007)

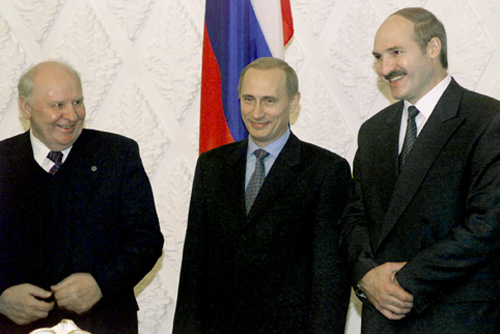
Borodin, Poutine et Loukachenko en Biélorussie le 30 novembre 2007 pour la réunion du Conseil suprême d'État de l'Union de la Russie et la Biélorussie.

Le 15 décembre 2006, les discussions à propos de l'État confédéral reprenaient. Avant janvier 2007, cependant, les pourparlers ont semblé stagner, comme le président biélorusse l'a exposé : « Le gouvernement russe exige que nous rejoignions la fédération de Russie. Mais je ne veux pas enterrer la souveraineté et l'indépendance de la Biélorussie. » D'ailleurs, environ 39 % des Russes estiment que l’État d'Union ne va pas assez loin et souhaitent que la Russie et la Biélorussie n'aient qu'un seul président à leur tête, selon un récent sondage de l'Institut Opinion publique,.
Cependant, le 19 octobre 2007, le Premier ministre russe Zoubkov a annoncé que le budget de l'État de l'Union augmentera de 10 % de plus que l'année précédente et que cette augmentation permettra la consolidation de projets communs. Cela a amené à la spéculation que le gouvernement russe a repris de l'intérêt pour l'idée. Ainsi, en 2007, malgré les tensions, le nombre d'échange entre la Russie et la Biélorussie a atteint un chiffre-record de 25 milliards de dollars.
Conflit gazier (2006) et conflit énergétique entre la Russie et la Biélorussie (2007)
La dépendance de Minsk en hydrocarbures et en termes de débouchés commerciaux permet à Moscou de préserver son influence dans cette république slave. Fin 2006, la Biélorussie a ardemment négocié le prix de son gaz, qu'elle payait jusqu'à cette date 47 USD pour 1 000 m3 (contre plus de 250 dollars alors sur le marché européen). Menaçant de couper les robinets à moins d'obtenir le prix demandé, la Russie a obtenu un accord final in extremis le 31 décembre 2006 à un prix de 100 USD pour 1 000 m3. De plus, elle a obtenu une compensation en 50 % de titres dans la société gazière biélorusse Beltransgaz (dont le montant de 5 milliards de USD est estimé surévalué par les experts russes). Outrée par cette augmentation, la Biélorussie a appliqué une taxe sur le transit du pétrole russe vers les pays plus à l'Ouest (45 USD/tonne) qu'elle a dû enlever quelques jours après sous la pression de la Russie. Cette confrontation des deux alliés traditionnels survient malgré le soutien que la Russie apporte traditionnellement au président Loukachenko. Ce dernier est toujours au pouvoir après l'élection présidentielle controversée du 19 mars 2006 qui lui a valu les critiques des pays européens. Les autorités russes rejettent tout leitmotiv politique concernant la crise, stipulant n'être régi que par des motivations économiques.

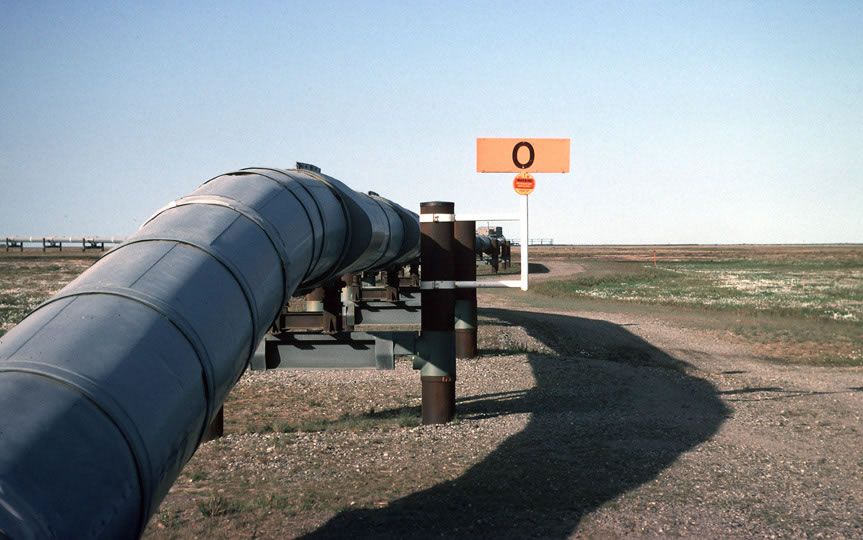
Transport par canalisation.

Le conflit énergétique entre la Russie et la Biélorussie a commencé quand Gazprom, le fournisseur public russe de gaz, a exigé une augmentation de prix du gaz payé par la Biélorussie, un pays étroitement lié à Moscou. Les tensions augmentèrent encore lorsque le 8 janvier 2007, Transneft, une société de transport par canalisation publique russe, a coupé la circulation du pétrole qui passe dans le territoire biélorusse. Le 10 janvier, Transneft a repris les exportations de pétrole par le pipeline après que la Biélorussie mit fin aux anciens tarifs (à l'origine de la fermeture du pipeline), en dépit des messages différent des partis sur l'état des négociations,.

#### Le Kirghizistan n'adhérera pas à l'Union (2007)
L'opposition du Kirghizistan a lancé, en juin 2007, un référendum national sur l'opportunité de rejoindre l’État d'Union,. Cependant, il semblerait que, malgré le rapprochement russo-kirghizo-biélorusse, le Kirghizistan n'ait pas donné de suite à ce référendum. En effet, le président kirghiz Bakiev a, par la suite, annoncé que « le Kirghizistan n'a aucunement l'intention de former une confédération avec quiconque »,.

#### Conclusion sur la stagnation et l'intégration eurasiatique
Le projet d'union politique et monétaire entre la Russie et la Biélorussie n'a cependant pas beaucoup avancé. Cela pourrait être lié aux conflits récurrents entre la Russie et la Biélorussie sur la question gazière mais aussi sur le nom du futur dirigeant de l'Union. À ces problèmes d'organisation interne s'ajoutent également les problèmes géopolitiques aux frontières Ouest et Sud-Ouest de la Russie, liées aux relations conflictuelles avec les anciens pays membres du Pacte de Varsovie devenus membres de l'Union européenne, mais aussi avec les guerres du Caucase.
L'unification russo-biélorusse n'ayant pas progressé voire ayant régressé (fin de l'union douanière en 2001), l'intégration économique fut mise en place par la Communauté économique eurasiatique. Ainsi, en 2003, la Russie, la Biélorussie, le Kazakhstan et l'Ukraine signent un accord sur la création d'un espace économique commun (les négociations aboutiront en 2007-2010).

### La «relance» du projet d'Union (2008-2009)
Après les élections législatives russes en décembre 2007, le président russe Poutine annonçait son voyage à Minsk afin de discuter de la situation de l’État d'Union et de son sort.
Une réunion entre Loukachenko, Poutine et Borodin s'est donc tenue à Minsk les 13 et 14 décembre 2007. Cette réunion a reçu une quantité considérable d'attention des médias et a levé la spéculation que l'État d'Union pourrait, en effet, être le centre d'une nouvelle initiative par les deux gouvernements. À l'occasion de cette réunion, Minsk et Moscou signèrent cinq documents économiques ainsi qu'un mémorandum sur l'étape actuelle de la coopération entre les deux pays. Les deux pays ont également conclu des accords sur la coopération bilatérale sur le plan économique, de la production et de la livraison de médicaments, sur les prix des transports ferroviaires et un traité interbancaire,. Dans la presse, on spéculait sur un rétablissement (« une relance ») possible du projet.

#### L'«entente» russo-biélorusse (2008)
Entre janvier et novembre 2008, les échanges entre la Russie et la Biélorussie s'élevaient à 32,3 milliards de dollars, en hausse de 38,5 % par rapport à la même période en 2007. L'exportation de la Biélorussie vers la Russie a atteint 10 milliards de dollars, les importations 22,3 milliards. L'exportation de Russie en termes d'argent est en hausse de 24,3 % par rapport à la même période de 2007, l'importation en hausse de 46 %.
Désormais nommé à la présidence du Conseil d'État à l'Union, Loukachenko, en mai 2008, appelait Poutine, le Premier ministre russe, à la présidence du Conseil des ministres de l’État d'Union. Le nouveau président russe Medvedev annonçait une amélioration des relations en juin lors de sa visite en Biélorussie.

##### Fin définitive de la volonté de la Géorgie d'adhérer à l’État d'Union (2008)
Avant 2008, la Géorgie souhaitait entrer au sein de l’État d'Union. Cependant, cette proposition est bloquée depuis l'arrivée au pouvoir de Mikheil Saakachvili. D'ailleurs, la Géorgie a quitté la Communauté des États indépendants et a stoppé la plupart de ses relations avec l’État d'Union.
Dans ce contexte, l'Ossétie du Sud et l'Abkhazie, deux régions séparatistes de la Géorgie, souhaitent faire partie de l’État d'Union.

#### Abkhazie et Ossétie du Sud-Alanie

La Géorgie, l'Ossétie du Sud, l'Abkhazie et la Russie.

Depuis août 2008, à la suite de la deuxième guerre d'Ossétie du Sud, l’Ossétie du Sud-Alanie et l’Abkhazie, deux territoires sécessionnistes de la Géorgie, ont été reconnus comme États indépendants par quelques pays dont la Russie. Ces deux entités ont rapidement fait part de leur désir de faire partie de l’État d’Union pour amplifier leurs liens. En attendant, l'Abkhazie et l'Ossétie du Sud demandent le statut d'observateurs. Cette demande fut accordée par l’État d'Union en octobre 2008. Désormais, ils sont des observateurs permanents en son sein,. En août 2009, l'Ossétie du Sud a fait une nouvelle fois la demande pour rentrer dans l'Union. Quant à l'Abkhazie, elle réaffirme en 2010 son désir de rejoindre l'Union.

#### L’État d'Union en 2009
En 2008, le chiffre d'affaires du commerce entre la Russie et la Biélorussie a dépassé le précédent record de 34 milliards de dollars. Les deux pays sont donc plutôt satisfaits de leurs relations dans l'année 2008.
Le Conseil suprême de l'Union de la Russie et de la Biélorussie s'est réuni le 3 février 2009 à Moscou. Un dialogue et des démarches vont être mis en place sur le sujet de l'économie pour voir une amélioration de la crise. Les discussions, les échanges et la mise en place d'accords se sont énormément améliorés. Un réel dégel se met en place au sein de l'Union :
- plusieurs autres États, notamment l'Ossétie du Sud et l'Abkhazie, accélèrent les processus pour faire partie de l'État d'Union ;
- la création d'autres projets parallèles comme l'« Espace économique unique » et le « Système de défense antiaérienne » se développent extrêmement vite ;
- la Biélorussie a obtenu de la Russie un crédit d'un montant de 1 milliard de dollars ;
- Minsk et Moscou ont élaboré un plan économique afin de surmonter la crise ;
- ils ont également débattu sur l'utilisation du rouble russe comme monnaie unique[67].

Le 3 février 2009, Moscou a déclaré qu'elle examinera l'octroi d'un prêt de plusieurs milliards de roubles à Minsk, ainsi que les questions du renforcement de la coopération énergétique avec la Biélorussie.
Le développement économique russo-biélorusse est en cours de discussion à l'occasion d'une session conjointe du ministère de l'Économie de la Biélorussie et le ministère du Développement économique et du Commerce de la Russie. « Les scénarios économiques des deux pays auront une influence sur les projections de la poursuite du développement de l'Union Russie-Biélorussie en 2009 et au cours de la période jusqu'à 2011 », a annoncé lors de la session le ministre de l'Économie biélorusse Zaichenko.
Le 19 février 2009, une réunion de l'Assemblée parlementaire de l'Union a eu lieu. Cette réunion avait pour objectif le développement et la mise en œuvre de deux programmes :
- la fabrication en série de machines rurales ;
- la création d'un système unifié de chemins de fer pour couvrir la région d'ici 2010[69].

Borodin déclara que l'Union de la Russie et de la Biélorussie finira, dans un long terme, par donner une « nouvelle union post-soviétique » qui unira plusieurs pays de l'ancienne Union soviétique sous forme de confédération.
De plus, la Biélorussie se rapproche de l'Organisation de coopération de Shanghai, « alliance » russo-chinoise, en devenant « partenaire de dialogue ».

### Russie-Biélorussie: entre conflits et coopérations (depuis 2009)

#### La crise laitière (2009)
« Les relations russo-biélorusses ont été marquées en juin 2009, par des scandales interminables et des échanges de piques entre les dirigeants des deux États », annoncent les quotidiens Kommersant et Moskovski komsomolets. Le président biélorusse Alexandre Loukachenko déclarait encore à la veille de l'introduction de ces sanctions que la coopération militaire entre Moscou et Minsk était en danger. Le principal conflit eut lieu avec la crise russo-biélorusse au sujet du lait.
De plus, il a menacé la Russie d'une « nouvelle Tchétchénie » au cas où elle tenterait d'annexer la Biélorussie. Le ministre russe des Finances, Alexeï Koudrine, a déclaré pour sa part hier que la souveraineté de la Biélorussie constituait un lourd fardeau pour elle, car « en tant que région indépendante, la Biélorussie subit plus de pertes que les régions russes ». Ainsi, la Biélorussie reste dépendante économiquement et financièrement de la Russie, comme le montre la demande de prêt que Minsk a effectué. Il s'agit de 9 milliards de dollars, a annoncé hier Nikolaï Groucha, directeur du département de l'énergie nucléaire du ministère biélorusse de l'Énergie.
La crise laitière prit fin le 5 août 2009, « Le ministère biélorusse de l'Agriculture et de l'Alimentation affirme avoir rempli toutes les exigences de Moscou concernant les livraisons de lait biélorusse en Russie ». Dès le 6 août, ils reprirent des projets communs, notamment sur le plan militaire au sein de l'Organisation du Traité de Sécurité collective . Ensuite, à partir de septembre 2009, ils recommencèrent les accords pour la coopération économique et militaire.

#### Crise pétrolière (2010)
Les conflits reprennent avec une crise de pétrole cette fois confrontant la Russie et la Biélorussie. Moscou et Minsk ont eu des difficultés, malgré trois jours de discussions, à résoudre leur différend sur les prix du pétrole russe pour 2010. « La partie russe a de fait ignoré les arguments et les calculs présentés par la partie biélorusse », a déclaré le gouvernement de la Biélorussie dans un communiqué, en précisant que sa délégation avait quitté Moscou. La Russie a temporairement interrompu ses livraisons de pétrole à la Biélorussie, faisant resurgir la peur de perturbations dans la livraison de pétrole pour les pays européens. À la fin du mois de janvier, Moscou a signé un nouvel accord avec la Biélorussie sur les livraisons de pétrole, mettant fin à un différend qui menaçait de perturber la livraison de pétrole russe en Allemagne et en Pologne. L'accord signé garantit les livraisons de brut en provenance de Russie vers la Biélorussie au moins jusqu'à la fin du mois de septembre. À cette date, les deux voisins se retrouveront une nouvelle fois pour discuter de possibles changements par rapport aux niveaux des volumes.

##### Possible cession du contrôle des gazoducs biélorusses à la Russie (2010)
Le président biélorusse Alexandre Loukachenko a déclaré le 27 mai 2010, qu'il était prêt à céder à la Russie le contrôle total du réseau de gazoducs de la compagnie nationale Beltransgaz. Pour permettre la mise en place d'un contrôle russe, la fourniture de gaz russe doit être aux tarifs du marché intérieur de la Russie. De même, Loukachenko céderait les raffineries biélorusses contre la fourniture de pétrole détaxé. La Russie est favorable aux propositions de Minsk. En 2007, Gazprom avait déjà acquis la moitié de Beltransgaz pour 2,5 milliards de dollars.

#### Relations avec le Kazakhstan et l'Union économique eurasiatique (2010-2012)
Le Kazakhstan a fait mention d'une éventuelle future adhésion à plusieurs reprises,,,,. De plus, 30 % de la population est russe, ce qui fait que les deux pays sont très proches. Le Kazakhstan se rapproche de l'Union de la Russie et de la Biélorussie à travers ses propos et ses activités au sein de la Communauté des États indépendants, de l'Organisation du Traité de Sécurité collective (domaines militaires), de la Communauté économique eurasiatique et, surtout, de l'Union économique eurasiatique (domaines économiques), ce qui signifie pour certains analystes pensent que le Kazakhstan finira par faire partie de l’État d'Union.
L'Union douanière de la Russie, de la Biélorussie et du Kazakhstan (devenue l'Union douanière de l'Union eurasiatique) est censée servir de point de départ à la conception de l'Espace économique unique. Un tarif douanier unique est entré en vigueur depuis le 1er janvier 2010. Les priorités de l'Union douanière étaient l'élimination des tarifs douaniers au sein du bloc, établissant un tarif douanier extérieur commun et éliminant les barrières non-douanières. Il a été lancé comme une première étape vers la formation d'un marché unique plus grand inspiré de l'Union européenne, avec pour objectif de renforcer les liens entre les États post-URSS. Les États membres planifiaient de continuer l'intégration économique et ont établi que les barrières douanières devaient être supprimée, repoussant les contrôles douaniers aux frontières extérieures le 1er juillet 2011.
L’idée, basée sur l'intégration de l'Union européenne, a été évoquée par le Premier ministre de la Russie, Vladimir Poutine, en octobre 2011. Le 18 novembre 2011, les présidents de la Biélorussie, du Kazakhstan, d'Arménie et de la Russie ont signé un accord qui a pour objectif d’établir l'Union économique eurasiatique d'ici 2015.
Le 1er janvier 2012, les trois États établirent l'Espace économique commun qui garantit le fonctionnement effectif du marché commun pour les biens, les services, le capital et le travail, et établit des politiques industrielles, de transports, énergétiques et agricoles cohérentes. L'accord, comprenant une feuille de route pour l’intégration future des États, a établi la Commission eurasiatique (inspirée de la Commission européenne) et la zone économique eurasiatique, qui ont commencé à fonctionner le 1er janvier 2012. La Commission économique eurasiatique sert d'agence régulatoire pour l'Union douanière eurasiatique, l'Espace économique commun et l'Union économique eurasiatique.

#### Vers une monnaie commune dans l'espace postsoviétique?
La question d'une monnaie unique est de plus en plus posée par plusieurs responsables politiques, notamment de l'État d'Union, au fil de la crise économique. Pavel Borodine propose une monnaie commune, pas seulement au niveau de la confédération cette fois, mais pour tout l'espace postsoviétique.

### Situation au début de l'année 2019
En décembre 2018 et janvier 2019, la Russie tente de pousser vers une accélération de l'intégration, voire une fusion des deux pays, que redoute la Biélorussie,.
À propos de cette pression russe, le poète biélorusse Gleb Labadzenka profite de la récente découverte archéologique dans la périphérie de Minsk d'une pièce de jeu d'échecs datant d'il y a mille ans pour rappeler que si on jouait déjà aux échecs à cette époque à Minsk, les autres capitales proches Moscou, Varsovie, Vilnius, n'existaient pas encore. Il veut signifier par là que la Biélorussie devrait mieux résister aux pressions de Moscou en vue de réaliser l'union des deux états en s'intéressant davantage à sa langue et à sa culture. La question reste en effet, toujours à l'ordre du jour de l'agenda de Vladimir Poutine qui verrait volontiers le rythme de l'intégration se maintenir et progresser. Les deux pays ont déjà résolu les problèmes d'immigration ensemble ainsi que ceux liés aux contrôles douaniers mais ne progressent guerre en matière de législation, de symboles nationaux, de change, et en matière militaire comme le prévoyait le traité de 1999. Les opposants au président Loukachenko haussent le ton et sonnent l'alarme à propos des intentions qu'ils attribuent à Vladimir Poutine de trouver dans l'union le moyen de rester en place à la fin de son mandat présidentiel en 2024. La création d'un nouveau super-état lui permettrait de rester en place en créant un nouveau poste de président de l' union. Ce dernier nie toutefois avoir de telles ambitions.
L'écrivain biélorusse exilé Ouladzimir Niakliaïew, ancien prisonnier politique  et ancien candidat aux  élections présidentielles, ressent avec appréhension la fixation d'une date-butoir pour progresser dans les discussions sur l'union. Même le président Loukachenko a signalé son malaise par rapport à la situation actuelle: non pas tant par crainte des idées démocratiques que l'Ouest veut lui imposer, mais plutôt du fait de la propagande russe visant à dénigrer la langue et l'histoire séparée de la Biélorussie.
Quand il est arrivé au pouvoir en 1994, le président Loukachenko a organisé un référendum pour approuver l'intégration russo-biélorusse et a donné aux deux langues, russe et biélorusse, un statut égal. Il voyait dans le patriotisme biélorusse un projet subversif soutenu par ses ennemis politiques. Depuis 2014, les vues de M Loukachenko se sont modifiées du fait de l'annexion de la Crimée et du soutien russe à l'est-ukrainien pour y défendre les russophones de Donetsk et Lougansk. La défense du Monde russe inclut notamment pour Moscou des territoires du Kazakhstan, les États baltes et la Biélorussie. C'est pourquoi sans doute, face aux pressions russes pour poursuivre l'union, le président Loukachenko préfère maintenant remettre en avant les anciennes valeurs de son pays. Ainsi, en avril dernier, a-t-il rappelé l'histoire de Polatsk la cité sainte qui du Xe siècle au XIIIe siècle était le centre d'un pouvoir slave au sein de la Principauté de Polotsk fondée au IXe siècle, bien avant l'expansion de Moscou. Par ailleurs, M Loukachenko, s'il parle toujours de préférence la langue russe lors de ses discours, utilise maintenant parfois le biélorusse.
Un tribunal de Minsk a condamné en 2018 trois contributeurs d'une agence de presse privée russe pour avoir incité à la haine ethnique en se moquant de la langue biélorusse et en qualifiant la culture biélorusse d'inférieure. La plupart des partisans de la culture biélorusse soulignent que sans la langue biélorusse leur pays n'existe pas vraiment pleinement. Ils veulent que, même si le russe reste la langue la plus parlée, leur langue biélorusse reste une langue vivante.

## Géographie et démographie
Elle représente une population de 151 685 768 habitants[Quand ?] pour une superficie de 17 283 000 km2 (162 164 814 habitants et 17 383 861 km2 en comptant les pays observateurs).
Avec la taille immense de la fédération de Russie, cette union recouvre deux continents (l'Europe et l'Asie) et s'étend sur 11 fuseaux horaires, de la mer Baltique à la mer Noire et à l'océan Pacifique.
| Pays                                     | Superficie     | Nombre d'habitants | Répartition de la population dans l'Union                                                    |
| ---------------------------------------- | -------------- | ------------------ | -------------------------------------------------------------------------------------------- |
| Russie                                   | 17 075 400 km2 | ~142 000 000       | ~88 % de la population de l'Union (dont ~79,8 % de Russes ethniques)                         |
| Biélorussie                              | 207 600 km2    | ~9 685 768         | ~6 % de la population de l'Union (dont ~13 % de Russes ethniques)                            |
| Serbie (État observateur)                | 88 361 km2     | ~10 159 046        | ~6 % de la population de l'Union (dont ~0,03 % de Russes ethniques)                          |
| Ossétie du Sud-Alanie (État observateur) | 3 900 km2      | ~70 000            | ~0,04 % de la population de l'Union                                                          |
| Abkhazie (État observateur)              | 8 600 km2      | ~250 000           | ~0,2 % de la population de l'Union (dont ~16 % de Russes ethniques)                          |
| Total                                    | 17 283 000 km2 | ~161 939 814       | 100 % de la population de l'Union et des États observateurs (dont ~71 % de Russes ethniques) |

## Hymne, drapeau et blason

Drapeau et blason proposés.

Un hymne a été proposé de façon non officielle, l'Union souveraine des Nations (en russe : Державный союз народов, en biélorusse : Дзяржаўны саюз народаў), dérivé de celui de l'Union soviétique.
Depuis la formation de l'Union de la Russie et la Biélorussie en 1997, il n'y a pas eu de reconnaissance officielle d'un drapeau d'État ou d'un blason bien qu'il y ait déjà eu plusieurs projets pour le drapeau et le blason. Deux propositions ont été mises en place pour le drapeau de l'Union. Dans tous les cas, le drapeau est assez semblable à celui de l'Union soviétique par la couleur : le rouge et par les étoiles identiques à l'étoile rouge. Ces deux étoiles représentants les deux pays. Cependant, ils ne reprennent pas la faucille et le marteau, symboles de l'idéologie communiste.
Toutefois, lors des réunions, ce sont les drapeaux de la Russie et de la Biélorussie qui sont toujours représentés et non le drapeau non officiel de l'Union.
Un projet de blason a été également mis en place avec l'Aigle à deux têtes et deux étoiles, une fois de plus, symbolisant les deux États.

## Institutions
Le Traité d'Union entre la Biélorussie et la Russie a établi les institutions suivantes :

Drapeau de la Russie.

Drapeau de la Biélorussie.

1. Le Conseil suprême de l'État, la plus haute autorité de l'État confédéral, composé des présidents, des premiers ministres et des présidents des deux chambres parlementaires de chaque pays. Chaque État dispose d'une voix au Conseil ;
2. Le Conseil des ministres, composé des premiers ministres des États membres, des ministres de l'économie, des Affaires étrangères, des Finances, et du secrétaire d'État à l'Union ;
3. Un parlement bicaméral, qui comporte une Chambre des représentants (composé de 75 députés russes et de 28 biélorusses, élus par un scrutin général dans chacun de ces pays) et une Chambre de l'Union (composée de 36 députés de chaque pays, choisis parmi les députés de la Chambre haute de chacun des deux pays) [en 2008, ce parlement n'a jamais siégé] ;
4. La Cour de l'Union, constituée de neuf juges ayant un mandat de six ans [en 2008, cette cour n'a jamais siégé] ;
5. La Chambre des comptes qui contrôle le budget.

Chaque État membre conserve sa souveraineté et sa personnalité internationale. L'Union, elle-même, ne peut pas être représentée dans les organisations internationales, prendre le pas sur les législations nationales ou sur les décisions des gouvernements nationaux, excepté dans les cas précisés par le Traité.

### L'Assemblée parlementaire de l'Union
L'Assemblée parlementaire de l'Union est l'organe de représentation de l'Union et porte sur l'élaboration de cadres réglementaires, l'intégration des États-participants au sein de l'Union dans les domaines politique, juridique, économique, social, humanitaire et d'autres domaines. Cette Assemblée parlementaire est notamment chargée de :
1. Adopter des règlements sur le statut des recommandations concernant la législation de l'Union, sous réserve de la priorité d'examen et d'adoption par les parlements de l'ordre établi des participants à l'« Alliance » pour l'unification du Droit ;
2. Faire des suggestions sur l'élaboration de cadres réglementaires de l'Union du Conseil suprême de l'Union. Les autorités de l'État (les parties de l'Union) ont le droit de l'initiative législative ;
3. Contribuer à l'harmonisation des législations des États-participants de l'Union ;
4. Prévoir l'interaction entre les parlements des États-participants de l'Union sur des questions d'intérêt mutuel ;
5. Entendre des informations sur les activités du Comité exécutif de l'Union ;
6. Examiner le projet de budget de l'Union ;
7. Réaliser les fonctions de contrôle dans les limites prescrites par la Charte de l'Union ;
8. Entendre le message du Conseil suprême de l'Union sur les grandes orientations de développement de l'Union ;
9. Considérer que les traités internationaux sont conclus au nom de l'Union ;
10. Favoriser l'échange d'informations juridiques ;
11. Participer à la création du système juridique de l'Union ;
12. Conclure des accords sur la coopération avec les parlements d'États étrangers et organisations internationales de parlementaires ;
13. Exercer d'autres pouvoirs conformément à la Charte de l'Union.

### Comité exécutif de l'Union
Le Comité exécutif de l'Union est un organe exécutif permanent de l'Union.
Le président du Comité exécutif de l'Union et ses adjoints sont nommés et révoqués par le Conseil suprême de l'Union.
Le Comité exécutif est formé de l'Union et du Conseil suprême de l'Union. Le Comité exécutif est composé d'un nombre égal de représentants des États-participants. Les représentants personnels des États-participants du Comité exécutif sont approuvés par le chef de l'État.
Les fonctions et pouvoirs du Comité exécutif de l'Union, ainsi que ses activités, sont déterminés par la situation de celui-ci et approuvés par le Conseil suprême de l'Union sur la proposition du Comité exécutif de l'Union.

### Organisation de radiodiffusion d'État de l'Union

Union Russie-Biélorussie.

Les objectifs des radios et télévisions d'« Union SRW » sont le renforcement des relations de fraternité, d'amitié et de coopération entre les États-participants au sein de l'État de l'Union, l'intégration des États parties à l'État de l'Union, la création de conditions favorables pour le fonctionnement d'un espace commun d'information, la liberté d'expression et des médias, de préserver l'identité culturelle des peuples des États parties à l'Union-État, la fertilisation croisée des cultures, ainsi que le renforcement de l'autorité internationale de l'État de l'Union.
Les médias de l'Union
Les médias ont un rôle crucial dans la construction de l'Union. « L'évolution de l'Union ne peut se faire qu'avec l'aide des médias », d'après l'Assemblée parlementaire de l'Union.
Soyouz-Info - Créé par le Comité permanent de l'État de l'Union en 2003. Agence de presse d'information sur les pays membres de l'Union.
- L'État-Uni - Un magazine socio-politique. Créé en mars 2006 sur l'initiative du secrétaire d'État Borodin et publié en avril de cette année.

Time Union - Journal socio-politique de l'Union. Créé en 2007, publié par le Comité permanent de l'État de l'Union.
- Soyouz - Site internet d'information sur l'Union. Publié conjointement par le Comité permanent et le Centre national de la presse de la République de la Biélorussie.
- Fédéral et Union Russie/Biélorussie.

### Répartitions actuelles des principaux postes
- Le secrétaire d'État :                                                .
- Le président du Conseil des ministres :                                Vladimir Poutine.
- Le président de la fédération de Russie :                              Dmitri Medvedev.
- Le Premier ministre de la fédération de Russie :                       Vladimir Poutine.
- Le président du Conseil suprême de l'État :                            Alexandre Loukachenko.
- Le président de la Commission des Affaires étrangères de l'Assemblée :  Nikolaï Tcherguinets.
- Le Président de la Biélorussie :                                       Alexandre Loukachenko.
- Le Premier ministre de la Biélorussie :                                Sergueï Sidorski.
- Les observateurs serbes :                                              Représentants du Parlement serbe.
- Les observateurs abkhazes :                                            Représentants du Parlement abkhaze.
- Les observateurs sud-ossètes :                                         Représentants du Parlement sud-ossète.

### Statut de confédération
L'Union de la Russie et de la Biélorussie remplit tous les critères d'une confédération :
- il ne siège pas à l'ONU et les pays la composant conservent leur souveraineté nationale ;
- il s'agit d'une union très développée (union politique, économique, militaire, douanière, agricole, monétaire, humanitaire, juridique, scientifique, technologique et culturelle) ;
- il s'agit une association d'États indépendants qui ont, par simple traité (« Union slave »), délégués l'exercice de certaines compétences à des organes supranationaux destinés à coordonner leur politique dans un certain nombre de domaines, sans constituer cependant un nouvel État fédéral composé des deux entités membres.

Cependant, cette confédération n'existe que sur papier, les nombreux différends russo-biélorusses paralysant le « processus d'unification ».

## Budget

### Budget 2009
Le budget d'État de l'Union 2009 se trouverait, semble-t-il, entre 6 et 7 milliards de roubles russes, soit une augmentation de plus de 2 milliards de roubles par rapport à 2008.
Le projet du budget fournit par les revenus et les dépenses du budget pour 2009 composeront 4,872 milliards de roubles russes. Il est planifié que les assignations de la Russie au côté de revenus composeront 3,167 milliards de roubles et ceux de Biélorussie — 1,705 milliard de roubles.
Le budget sert à financer différents programmes de l'Union, dont des programmes de production et d'innovation technologique mis au point par les deux pays de l'Union.

### Budget 2010
Il est prévu que le budget de l'année 2010 soit approximativement le même que celui de l'année précédente. Cette annonce a été déclarée le 4 août 2009 à Minsk, lors d'une réunion du conseil national d'administration de l'Association industrialo-scientifique biélorusse adjoint au chef de l'intégration économique des programmes du Ministère de l'économie de Biélorussie, Alexei Romanov.
La crise financière mondiale n'aura pas d'incidence sur la formation du budget fédéral. Le financement permettra de rester au niveau de 2009. Actuellement, à la charge du budget fédéral sont mis en œuvre 42 projets, dont 16 programmes fédéraux. Il y a actuellement 6 projets développés par les programmes fédéraux, dont un projet de création d'un moteur diesel de l'Euro-5.

## Coopération économique

### Relations économiques russo-biélorusses
En 2007, le nombre d'échange entre la Russie et la Biélorussie a atteint le chiffre-record de 25 milliards de dollars. 36,6 % des exportations et 60 % des importations biélorusses se réalisent avec la Russie, ce qui en fait son principal client et fournisseur. Donc, la Biélorussie participe activement aux échanges avec la Russie.
D'après le combustible et la balance d'énergie de l'Union, les livraisons de pétrole en Biélorussie sera conservé sur le niveau de 2007 — 21,5 millions — le gaz augmentera de 21,2 milliards à 21,6 milliards de dollars. En 2009, la Russie délivrera à la Biélorussie 21,5 millions de tonnes de pétrole et 22,1 milliards de mètres cubes de gaz.
Malgré les tensions et les nombreux désaccords, cette coopération s'effectue donc à plusieurs niveaux :
- niveau commercial (à travers l'Union économique eurasiatique) ;
- niveau douanier (à travers l'Union économique eurasiatique) ;
- niveau monétaire ;
- niveau agricole ;
- niveau industriel ;
- niveau des entreprises ;
- niveau énergétique ;
- niveau technologique ;
- niveau de la lutte anti-crise ;
- niveau financier ;
- niveau socio-économique ;
- autres niveaux liés à l'économie.

#### Intégration au sein de l'Union économique eurasiatique
L'intégration économique, commerciale et douanière au sein de l'Union économique eurasiatique est liée à un programme d'action et de coopération économique.

##### Programme d'action et de coopération économique
Parallèlement à l'élaboration de l'Espace économique commun et de l'Union douanière de l'Union économique eurasiatioque, la Biélorussie et la Russie ont adopté la mise à jour du programme d'action visant à créer un espace économique unique dans le cadre de l'État d'Union qui devrait être appliqué à partir de 2009. Il a été approuvé par le Conseil d'État et le Conseil des ministres de l'Union à travers plusieurs réunions comme pour le 30 janvier ou le 3 février 2009.
Les plus importantes dispositions du plan sont les suivantes :
1. Le développement socio-économique de l'Union ;
2. Le soutien aux projets d'investissement avec la participation d'investisseurs de la fédération de Russie et la république de Biélorussie ;
3. Le développement de la coopération industrielle, la création de coopératives, d'entreprises et de sociétés « holding » ;
4. La mise en œuvre d'un régime national sur l'accès des produits sur les marchés intérieurs de l'Union ;
5. L'utilisation accrue des opérations de crédit-bail dans la fourniture de produits des technologies de l'informatique ;
6. La revitalisation des travaux pour compléter la formation de l'union douanière. Complément du cadre juridique et réglementaire des mesures dans le régime des frontières, des douanes, la douane et la réglementation tarifaire et non tarifaire ;
7. Le transfert de la totalité des fonctions effectuées à la frontière russo-biélorusse à la frontière extérieure de l'Union ;
8. Le développement d'un concept unifié de la politique agraire de l'Union ;
9. Créer les conditions pour l'intégration des marchés financiers ;
10. L'amélioration des conditions pour les entreprises ;
11. La direction de la coopération de la Biélorussie et de la fédération de Russie dans la sphère financière et de crédit, notamment en matière de développement de l'utilisation du rouble russe au niveau des paiements dans le commerce bilatéral ;
12. Penser à la direction de la coopération renforcée dans le domaine de l'énergie (afin de renforcer la sécurité énergétique de l'Union est prévue pour préparer un développement à long terme de la coopération russo-biélorusses dans le domaine énergétique) ;
13. Les décisions sur la coopération au développement dans les domaines de la défense et la coopération militaro-technique.

#### L'agriculture
L’État d'Union a permis à la Biélorussie d'être aidée sur le plan financier pour développer l'industrialisation et d'augmenter la performance de son agriculture. En effet, les banques russes et biélorusses ont décidé, en 2009, de financer la production de machines agricoles biélorusses. Les banques veulent libérer des fonds pour des projets d'investissement dans différents secteurs de l'agriculture, l'alimentation et l'industrie de transformation. La Biélorussie a, d'ailleurs, acheté 200 moissonneuses-batteuses.

#### Les entreprises communes
Plusieurs entreprises appartiennent à l'Union de la Russie et de la Biélorussie. Environ 180 entreprises biélorusses et plus de 250 entreprises russes ont pris part à l’État d'Union et à ses projets. Parallèlement, il existe aussi trois entreprises connues qui sont en lien très étroit avec le maintien de l'État de l'Union : Gomselmash, Bobruiskagromash et Rostselmash.
Du 26 au 27 mars 2009, une réunion de l’État d'Union s'est tenue à Kaliningrad, en Russie, pour faciliter le développement de la coopération entre les entreprises de l’État d'Union.

#### La coopération énergétique
La partie biélorusse propose à Gazprom de construire une nouvelle centrale électrique à Bereza Power Station, a déclaré aux journalistes le PDG de Beltransgaz, Vladimir Maïorov. Il a dit que lors d'une réunion du Haut Conseil d'État le 10 décembre 2009 qui faudrait explorer d'autres domaines de coopération et de poursuivre les négociations sur le prix du gaz pour 2010, le ministère de l'Énergie de la Biélorussie et de Beltransgaz (contrôlée en partie par la Russie) a présenté un certain nombre de projets de documents, y compris un programme visant à renforcer la coopération dans le secteur du gaz et de nouveaux projets énergétiques.
Un de ces projets a été proposé à Gazprom de construire à côté des installations existantes dans les usines de Bereza d'une capacité de puissance nouvelle puissance d'environ 600 MW. Dans le cas de ce projet, Gazprom pourrait fournir du gaz à la nouvelle unité sur les prix intérieurs et d'exportation de l'électricité produite en Europe. L'avantage est sa proximité avec les consommateurs européens.
La Biélorussie offre également à Gazprom de construire une nouvelle usine sur la base de JSC « Grodno azote »[réf. nécessaire].
L'extension prévue de la coopération entre la Biélorussie et la Russie dans le secteur de l'énergie, selon Vladimir Mayorov, contribuera à la formation des prix du gaz livré à la Biélorussie. La partie biélorusse espère qu'en 2010 le prix du gaz sera au niveau de l'an dernier, a-t-il ajouté.

#### Le plan anti-crise
Le Biélorussie et la Russie ont signé un plan d'action par les gouvernements des deux pays, en janvier 2009, afin de minimiser les conséquences de la crise financière mondiale, l'amélioration des paramètres de la balance des paiements, l'amélioration des conditions de l'esprit d'entreprise et du commerce. Cette information provient du Premier ministre de la Biélorussie, Sidorski à la dernière réunion à Moscou du Conseil des ministres de l'Union.
« Le document fournit un système efficace de mesures qui permettra de préserver nos marchés », a déclaré Sergueï Sidorski. Il confirme, dans le cadre du plan d'action anti-crise, que les deux pays vont assurer l'égalité d'accès des marchandises aux marchés russes et biélorusses.
En retour, Poutine a également noté que « la Russie et la Biélorussie, afin de minimiser l'impact de la crise mondiale, exige une action commune, il est nécessaire de tirer profit de l'intégration et la coopération industrielle ». Parmi les priorités pour l'intégration de la Russie, le Premier ministre a demandé la création d'une zone économique et douanier.
« Il est nécessaire de redoubler d'efforts pour consolider les résultats positifs de la coopération, en particulier dans le commerce », — dit Poutine.
À cette fin, l'État de l'Union a élaboré un plan d'action pour la facilitation de la circulation des marchandises et des véhicules. En particulier, le plan prévoit le transfert progressif de tous les types de contrôles, avec la frontière russo-biélorusse, à la limite extérieure de l'Union.

### Coopération entre la Biélorussie et les régions de Russie
Kaliningrad-Biélorussie

Drapeau de l'oblast de Kaliningrad.

Un rapport s'est formé, en février 2009, entre la Biélorussie et l'oblast de Kaliningrad, exclave de la fédération de Russie. Le chiffre d'affaires du commerce de la Biélorussie et la région de Kaliningrad, en 2008, s'élevait à 459,2 millions, soit une augmentation trois fois plus importante par rapport à 2007. Le président biélorusse Loukachenko a salué le niveau de coopération entre la Biélorussie et l'Oblast de Kaliningrad.
Selon le service de presse, les deux parties se sont mutuellement intéressées à l'amélioration du régime douanier d'exportation, de la coordination des politiques tarifaires, des chemins de fer pour le transport des marchandises biélorusses vers les ports de Kaliningrad, des livraisons de matériaux de construction et des produits agricoles. Les deux parties ont discuté d'un partenariat dans la construction d'un centre logistique multi-fonctionnel dans la région de Kaliningrad et de maisons de commerce à Kaliningrad et à Minsk.
Kaliningrad fut le lieu, en mars 2009, d'une réunion visant à renforcer la coopération des entreprises de l'Union.
Nijni Novgorod-Biélorussie

Drapeau de l'oblast de Nijni Novgorod.

La Biélorussie possède des relations particulières avec l'oblast de Nijni Novgorod. Le chiffre d'affaires du commerce entre la Biélorussie et la région de Nijni Novgorod en 2008 s'élevait à 652,8 millions de dollars (7e place parmi les régions de Russie), et par rapport à 2007 a augmenté de 15 %. Les exportations se sont élevées à près de 360 millions de dollars et a augmenté de 14,6 %, avec un excédent de 66,8 millions de dollars des exportations en 2008 au niveau des moteurs à combustion, pièces et équipements pour les camions et les tracteurs, les produits laitiers, les pneus, les réfrigérateurs et les congélateurs, l'importation de camions, de produits de fonte, fer ou acier, les autobus, les matériaux polymères, de pétrole et de produits pétroliers.
En mars et avril 2009, ils se sont réunis pour lutter contre la crise et ont décidé d'augmenter leurs échanges. Selon le président de la Biélorussie : « la Biélorussie et la région de Nijni-Novgorod devrait élaborer progressivement un nouveau modèle de coopération pour trouver de nouvelles options pour l'expansion des contacts dans tous les domaines. Il devrait y avoir une augmentation de la part des exportations de haute technologie et des produits de haute technicité, pour renforcer la participation de la Biélorussie et de  Nijni Novgorod dans les programmes socio-économique. »
Saint-Pétersbourg-Biélorussie

Drapeau da la ville autonome de Saint-Pétersbourg.

Saint-Pétersbourg est intéressé à élargir la coopération avec la Biélorussie en particulier pendant la durée 2009-2010. On a dit à Minsk lors de la réunion du Conseil de coopération : « Nous sommes intéressés à élargir la coopération dans tous les domaines, prêt à entreprendre tous les efforts nécessaires », a souligné le gouverneur de Saint-Pétersbourg. « Malgré toutes les difficultés causées par la crise financière et économique mondiale, l'économie de la Biélorussie et de Saint-Pétersbourg se développent de manière dynamique ainsi que les liens entre les régions. Pendant plus des trois quarts de l'année, le chiffre d'affaires du commerce entre Saint-Pétersbourg et la Biélorussie a dépassé 800 millions de dollars ».

## Coopération militaire
La coopération militaire russo-biélorusse est reprise au niveau de la « zone de sécurité est-européenne » de l'Organisation du Traité de Sécurité collective.

## Critiques

### Prédominance militaire, politique et économique de la Russie dans l'Union

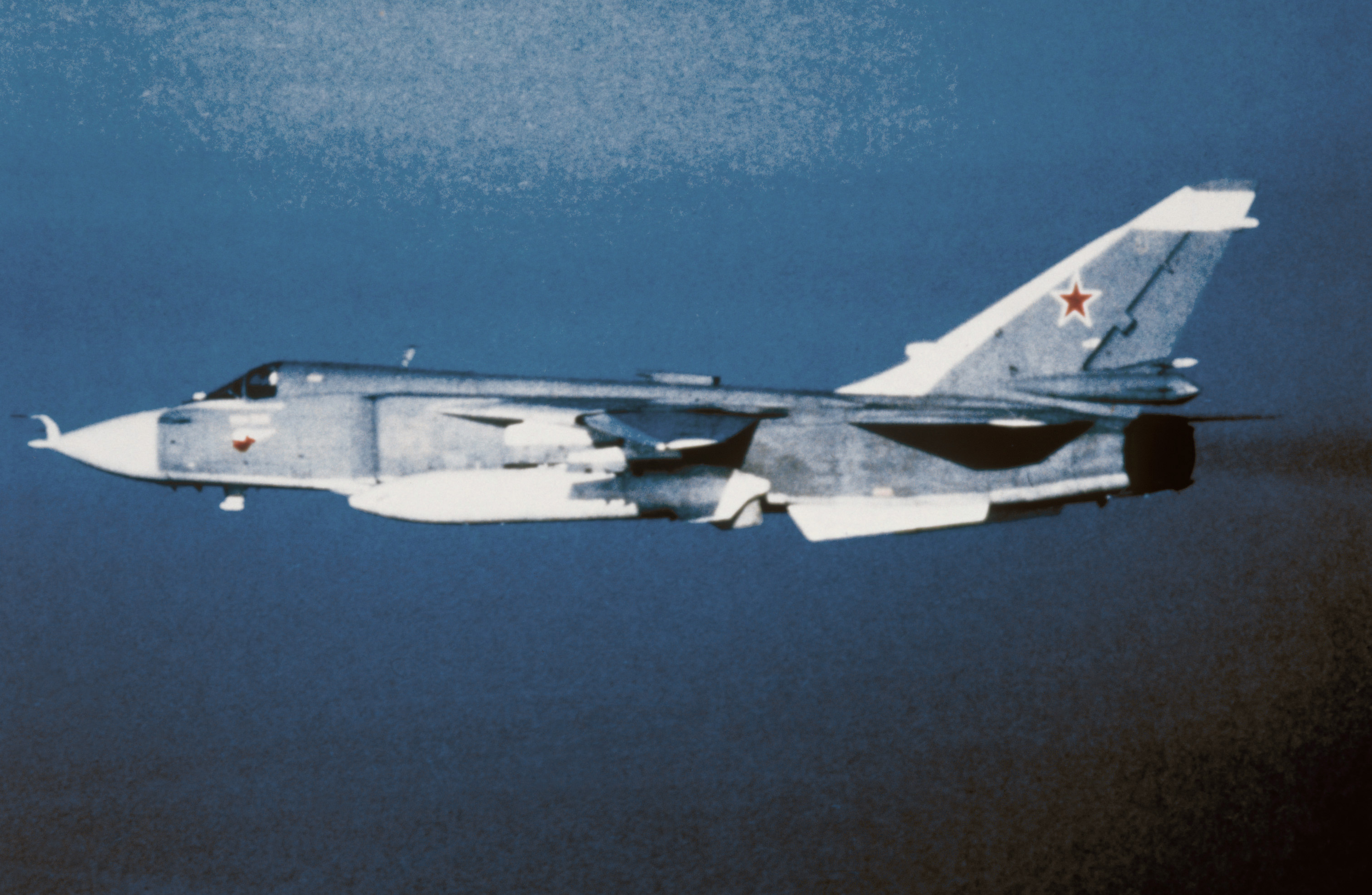
Un Su-24 Fencer, exemple d'unité d'aviation russe.

- Biélorussie : les projets d'installation de batteries anti-missiles américaines en Pologne ont été suivis d'évocations par Moscou de projets divers dont la délocalisation de missiles russes en Biélorussie, l'organisation de bases de bombardiers stratégiques à long rayon d'action et l'installation d'une batterie de missiles antiaériens S-400 de dernière génération. La Russie est également en possession en Biélorussie de la station radar Volga et du 43e nœud de transmission de la marine russe. Moscou entretient, en plus, un contingent de 300 soldats russes sur le territoire biélorusse[112]. La Russie apporte traditionnellement son soutien au président Loukachenko, toujours au pouvoir à la suite de l'élection présidentielle controversée du 19 mars 2006. Le 3 février 2009, la Russie et la Biélorussie ont signé un accord pour créer un système commun de défense aérienne. La Russie a la « part du lion » dans l'Union, l'État russe ayant presque 15 fois plus d'habitants que la Biélorussie et ayant des installations militaires à travers toute l'Union. Selon certains, l'Union est nouvelle forme de l'impérialisme russe. De plus, la Biélorussie dépend fortement de la Russie pour le pétrole, le gaz et l'énergie (bien que Minsk prenne ses propres dispositions avec la création d'une centrale nucléaire[113]). Ceci à cause de l'isolement, sur le plan international, de la Biélorussie considérée comme la « dernière dictature en Europe »[114].
- Ossétie du Sud-Alanie et  Abkhazie : la Russie a envoyé des troupes régulières dans ces deux régions sécessionnistes pour remplacer les forces collectives de maintien de la paix de la CEI[115]. Moscou y possède quelques bases militaires[116] (des bases russes vont être également construites[117]). De plus, la Russie espère signer prochainement un accord de coopération militaire avec l'Abkhazie[118]. À la suite de la signature de nombreux accords, l'influence russe est devenue omniprésente dans ces régions séparatistes grâce, notamment, à la forte présence militaire de la Russie à laquelle il faut rajouter une dépendance économique, monétaire, politique et énergétique.
- Serbie : celle-ci dépend énergétiquement de la Russie (construction d'un tronçon du gazoduc russe Tesla Pipeline sur le territoire serbe, accords pétro-gaziers et coopération énergétique russo-serbes, etc.), diplomatiquement (soutien réciproque sur le plan européen et international, relations mutuelles basées sur le panslavisme, soutien russe à la Serbie concernant l'indépendance du Kosovo (2008)…), etc.